# James Oliver Curwood
James Oliver Curwood (* 12. Juni 1878 in Owosso, Michigan; † 13. August 1927 ebenda) war ein amerikanischer Schriftsteller, der vor allem durch seine im nördlichen Nordamerika spielenden Abenteuerromane bekannt wurde.

## Leben und Schaffen

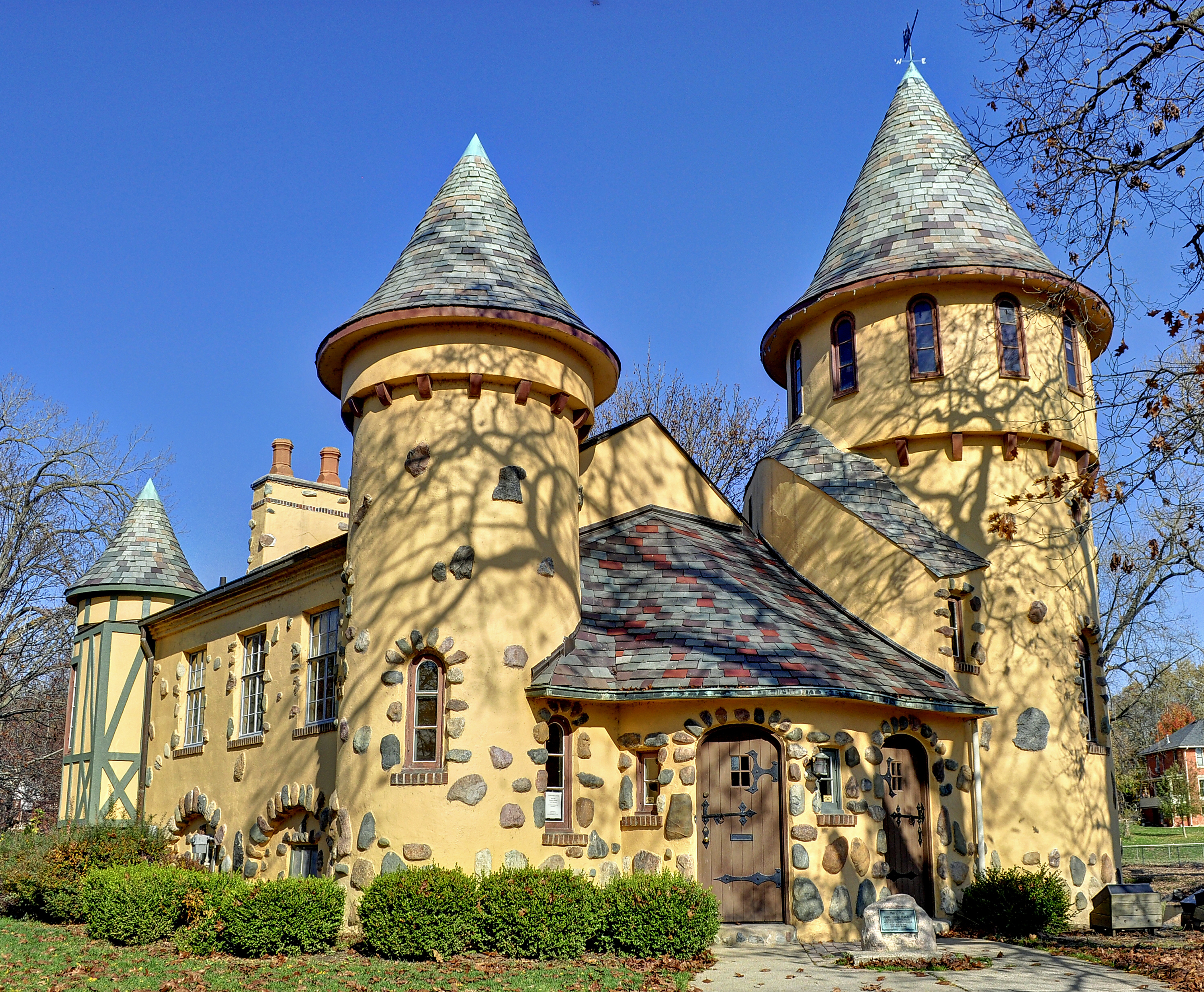
„Curwood Castle,“ das Anwesen des Autors in Owosso

Im Jahr 1908 wurde sein erster Roman The Courage of Captain Plum veröffentlicht, nachdem er zuvor schon zahlreiche kürzere Texte veröffentlicht hatte. In den nächsten Jahren erschienen regelmäßig weitere Romane, die vorwiegend im kanadischen Norden oder auch in Alaska spielten.
Curwood hatte die Schauplätze seiner Romane selbst während ausgedehnter Reisen kennengelernt. Er gehört mit seinen Büchern, von denen zahlreiche auch verfilmt wurden, zu den wichtigen Vertretern des sogenannten „Northern“, einer besonderen Spielart des Abenteuer- bzw. des Wildwestromans. In einigen seiner Werke spielen Tiere die Hauptrollen, in anderen schilderte Curwood Episoden aus dem Leben von Trappern oder Angehörigen der berittenen kanadischen Polizei (Royal Canadian Mounted Police) - der sogenannten „Rotröcke“. Postum erschien im Jahr 1930 seine Autobiographie Son of the Forests.
Während der 1920er und 1930er Jahre wurden zahlreiche seiner Werke auch ins Deutsche übersetzt. Nach dem Zweiten Weltkrieg kam es nur zu wenigen Neuauflagen sowie einer Neuübersetzung von Der Bär, als Jean-Jacques Annauds gleichnamiger Film nach der Romanvorlage von Curwood in die deutschen Kinos kam.
Curwoods 1922 erbautes Wohnhaus in seiner Heimatstadt Owosso, genannt „Curwood Castle,“ ist eine an die Burgen des Mittelalters angelehnte Historienfantasie und beherbergt heute ein Museum, das Exponate zu Curwoods Leben und Werk zeigt.

## Werke
- The Courage of Captain Plum, 1908
- The Wolf Hunters, 1908
- The Great Lakes, 1909
- The Gold Hunters, 1909
- The Danger Trail (dt. Mädchen in der Eisnacht), 1910
- The Honor of the Big Snows, 1911
- Steele of the Royal Mounted, 1911
- The Flower of the North (dt. Blume des Nordens), 1912
- Isobel: A Romance of the Northern Trail. (dt. Polizeistation Point Fullerton) 1913
- Kazan (dt. Wotan, der Wolfshund.) 1914
- God's Country and the Woman, 1915
- The Hunted Woman (dt. Die gejagte Frau) 1916
- The Grizzly King
  - Tyrr, der Grislybär. 1916
  - Der Bär. Heyne, 3. Aufl. 1989; auch DAISY-Hörbuch 1-0006291-2-0, Stimme Silvia Jost. 1988 Film Der Bär
- Baree, Son of Kazan (dt. Billo, der Sohn von Wotan), 1917
- The Courage of Marge O'Doone, 1918
- Nomads of the North (dt. Neewa, das Bärenkind; Kampf auf einsamer Fährte), 1919
- The River's End (dt. Das verschenkte Ich), 1919
- Back to God's Country, 1920
- The Valley of Silent Men, 1920
- God's Country - The Trail to Happiness, 1921
- The Golden Snare (dt. Die goldene Schlinge), 1921
- The Flaming Forest (dt. Der brennende Wald), 1921
- The Country Beyond (dt. Spuren am Strom ), 1922
- The Alaskan (dt. An den Grenzen der Welt), 1923
- A Gentleman of Courage (dt. Das Haus im Urwald ), 1924
- The Ancient Highway (Die Straße der Väter ), 1925
- Swift Lightning, 1926
- The Black Hunter, 1926
- The Plains of Abraham, 1928
- The Crippled Lady of Peribonka, 1929
- Green Timber, 1930
- Son of the Forests, 1930
- Falkner of the Inland Seas, 1931

## Verfilmungen
- 1922: Der blinde Wolf (The Man from Hell’s River)
- 1922: Die weiße Hölle (The Broken Silence)
- 1925: Die Erbin des Holzkönigs (The Ancient Highway)
- 1926: Jenseits der Grenze (The Country Beyond)
- 1934: Sie töten für Gold
- 1937: Fluß der Wahrheit (God’s Country and the Woman)
- 1953: Allen Gefahren zum Trotz (Back to God's Country)
- 1960: Nikki (Nikki, Wild Dog of the North)
- 1988: Der Bär

## Sekundärliteratur
- Judith A. Eldridge: James Oliver Curwood: God's Country and the Man. Bowling Green State University Popular Press, Bowling Green OH 1993, ISBN 0879726040.
- James Kates: James Oliver Curwood: Antimodernist in the Conservation Crusade. In: Michigan Historical Review 24:1, 1998, S. 73–102.
- H. D. Swiggett: James Oliver Curwood, Disciple of the Wilds: A Biography. Paebar Co., New York 1943.